# Xénomorphe (minéralogie)
Pour les articles homonymes, voir Xénomorphe.

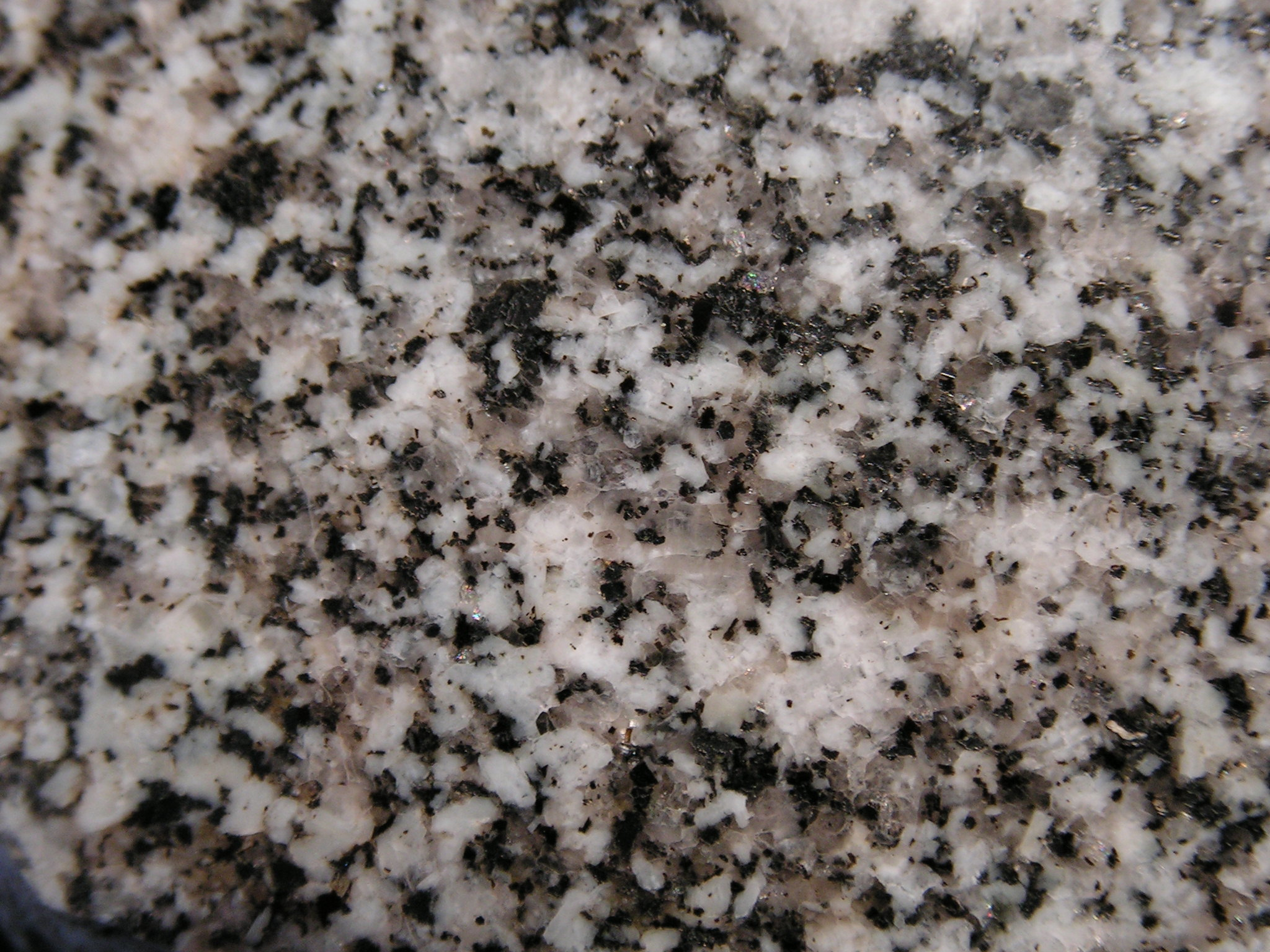
Cristaux xénomorphes de quartz (en gris), dans de la granodiorite.

Un minéral xénomorphe (du grec xenos = étranger, et morphê = forme), allotriomorphe (du grec allótrios = étranger, et morphê = forme) ou anédrique (du grec an = sans, et hedron = face) est un minéral qui, bien que cristallisé, ne présente pas les faces caractéristiques du système cristallin. Cela est dû généralement au fait que les cristaux voisins, déjà formés, ont empêché son développement. Le terme contraire est automorphe.